# Gustav V.
Gustav V. (celé jméno švédsky Oscar Gustaf Adolf) (16. června 1858, Stockholm – 29. října 1950 tamtéž) byl v letech 1907–1950 švédský král z dynastie Bernadotte.

## Biografie
Gustav se narodil jako první ze čtyř synů švédského a norského krále Oskara II. a jeho manželky Žofie Nassavské. Do roku 1905 byl následníkem norského trůnu. Na švédský trůn nastoupil po otcově smrti v roce 1907 a setrval na něm do své smrti v roce 1950. Byl zastáncem reforem a velmi dbal na dodržování konstitučního systému.
Za jeho panování bylo ženám přiznáno volební právo. V zahraniční politice došlo za jeho vlády k těsnému spojenectví skandinávských zemí, třebaže Norsko v roce 1905 vyhlásilo na Švédsku nezávislost. V období jeho vlády proběhly obě světové války, během nichž se snažil – přes své proněmecké sympatie – zachovat neutralitu své země, což se Švédsku – především díky němu – podařilo. Za druhé světové války nicméně prováděl politiku jistého diplomatického sbližování s Německem a s některými nacistickými prominenty.

## Gustav V. – tenista
Jako dítě byl Gustav slabé tělesné konstituce, ale díky soustavné tělesné výchově vyrostl ve vysokého štíhlého muže atletické postavy, jenž se dožil vysokého věku.
Gustav V. má velké zásluhy o rozvoj tenisu ve Švédsku – do té doby zde byl velmi řídce praktikovaným sportem, ale díky královu aktivnímu hraní se v této zemi stal velmi populární. Hrát tenis se Gustav naučil za svého pobytu ve Velké Británii v roce 1878 a po návratu do Švédska založil v zemi první tenisový klub, v roce 1936 pak založil Královský pohár – důležitý evropský halový turnaj. Sám byl vynikajícím tenistou; jako „Pan G“ mnohokrát hrál na francouzské Riviéře, nejraději v mixu s tehdejšími hvězdami ženského tenisu, mj. se Suzanne Lenglenovou a Jadwigou Jędrzejowskou, a to do pozdního věku.
V době 2. světové války intervenoval u německé vlády za lepší zacházení s vězněnými tenisty Jeanem Borotrou a Gottfriedem von Crammem. V roce 1980 byl poctěn členstvím v Mezinárodní tenisové síni slávy.

## Manželství a potomci

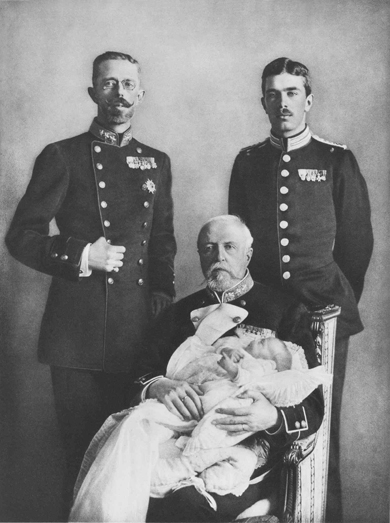
Čtyři generace dynastie Bernadotte na fotografii z 15. června 1906: dědičný princ Gustav (vlevo) a jeho syn princ Gustav Adolf (budoucí král Gustav VI. Adolf); uprostřed král Oskar II. s malým princem Gustavem Adolfem

Dne 20. září roku 1881 se princ Gustav oženil s bádenskou princeznou Viktorií (1862–1930), dcerou bádenského velkovévody Fridricha I. Z manželství vzešli tři synové:
- 1. Gustav VI. Adolf (11. 11. 1882 Stockholm – 15. 9. 1973 Helsingborg), švédský král od roku 1950 až do své smrti
  - I. ⚭ 1905 Markéta z Connaughtu (15. 1. 1882 Bagshot – 1. 5. 1920 Stockholm)
  - II. ⚭ 1923 Luisa Mountbattenová (13. 7. 1889 Seeheim-Jugenheim – 7. 3. 1965 Stockholm)
- 2. Vilém Švédský (17. 6. 1884 Trosa – 5. 6. 1965 Flen), vévoda ze Södermanlandu
  - ⚭ 1908 velkokněžna Marie Pavlovna Ruská (18. 4. 1890 Petrohrad – 13. 12. 1958 Mainau), rozvedli se roku 1914
- 3. Erik Švédský (20. 4. 1889 Stockholm – 20. 9. 1918), vévoda z Västmanlandu, svobodný a bezdětný, zemřel na španělskou chřipku

Bylo veřejným tajemstvím, že král je homosexuál a často se to ani nepokoušel skrývat. (Zde je nutno mít na paměti, že v této době byla homosexualita nejen společensky nepřijatelná, ale i trestná.) Jeho vztah s Kurtem Haijbym byl předmětem aféry, během níž vyšlo najevo, že mu koruna platila velké sumy za mlčení (170 000 korun), že byl dvakrát nucen opustit zemi a že byl neoprávněně hospitalizován na psychiatrii. Král o tom pravděpodobně nevěděl nebo to přinejmenším sám přímo neinicioval. Podrobnosti odhalil na počátku 50. let Vilhelm Moberg.
V roce 1948 proběhly velké oslavy Gustavových devadesátin. Byla při nich patrná králova zjevná fyzická zchátralost; při otevření parlamentu v roce 1950 byl trůn prázdný.
Gustav V. zemřel ráno dne 29. října roku 1950 v paláci Drottningholm na komplikace bronchitidy. Se 43 lety panování byl nejdéle vládnoucím monarchou na švédském trůně (vyjma Magnuse II. Erikssona, který seděl na švédském trůně 45 let, z nichž ovšem 12 nemohl pro svůj nízký věk vládnout aktivně). 9. listopadu byl pohřben v kostele Riddarholmen ve Stockholmu.

## Vývod z předků
|           |                                    |  |                                    |                                              |  |  |  |  |  |  |  | Jean Henri Bernadotte |
|           |                                    |  |                                    |                                              |  |  |  |  |  |  |  |                       |
|           | Karel XIV.                         |  |                                    |                                              |  |  |  |  |  |  |  |                       |
|           |                                    |  |                                    |                                              |  |  |  |  |  |  |  |                       |
|           |                                    |  |                                    | Jeanne de Saint Vincent                      |  |  |  |  |  |  |  |                       |
|           |                                    |  |                                    |                                              |  |  |  |  |  |  |  |                       |
|           | Oskar I.                           |  |                                    |                                              |  |  |  |  |  |  |  |                       |
|           |                                    |  |                                    |                                              |  |  |  |  |  |  |  |                       |
|           |                                    |  |                                    | François Clary                               |  |  |  |  |  |  |  |                       |
|           |                                    |  |                                    |                                              |  |  |  |  |  |  |  |                       |
|           | Désirée Clary                      |  |                                    |                                              |  |  |  |  |  |  |  |                       |
|           |                                    |  |                                    |                                              |  |  |  |  |  |  |  |                       |
|           |                                    |  |                                    | Françoise Rose Somis                         |  |  |  |  |  |  |  |                       |
|           |                                    |  |                                    |                                              |  |  |  |  |  |  |  |                       |
|           | Oskar II.                          |  |                                    |                                              |  |  |  |  |  |  |  |                       |
|           |                                    |  |                                    |                                              |  |  |  |  |  |  |  |                       |
|           |                                    |  |                                    | Alexandre de Beauharnais                     |  |  |  |  |  |  |  |                       |
|           |                                    |  |                                    |                                              |  |  |  |  |  |  |  |                       |
|           | Evžen de Beauharnais               |  |                                    |                                              |  |  |  |  |  |  |  |                       |
|           |                                    |  |                                    |                                              |  |  |  |  |  |  |  |                       |
|           |                                    |  |                                    | Joséphine de Beauharnais                     |  |  |  |  |  |  |  |                       |
|           |                                    |  |                                    |                                              |  |  |  |  |  |  |  |                       |
|           | Joséphine de Beauharnais mladší    |  |                                    |                                              |  |  |  |  |  |  |  |                       |
|           |                                    |  |                                    |                                              |  |  |  |  |  |  |  |                       |
|           |                                    |  |                                    | Maxmilián I. Josef Bavorský                  |  |  |  |  |  |  |  |                       |
|           |                                    |  |                                    |                                              |  |  |  |  |  |  |  |                       |
|           | Augusta Bavorská                   |  |                                    |                                              |  |  |  |  |  |  |  |                       |
|           |                                    |  |                                    |                                              |  |  |  |  |  |  |  |                       |
|           |                                    |  |                                    | Augusta Vilemína Marie Hesensko-Darmstadtská |  |  |  |  |  |  |  |                       |
|           |                                    |  |                                    |                                              |  |  |  |  |  |  |  |                       |
| Gustav V. |                                    |  |                                    |                                              |  |  |  |  |  |  |  |                       |
|           |                                    |  |                                    |                                              |  |  |  |  |  |  |  |                       |
|           |                                    |  | Karel Kristián Nasavsko-Weilburský |                                              |  |  |  |  |  |  |  |                       |
|           |                                    |  |                                    |                                              |  |  |  |  |  |  |  |                       |
|           | Fridrich Vilém Nasavsko-Weilburský |  |                                    |                                              |  |  |  |  |  |  |  |                       |
|           |                                    |  |                                    |                                              |  |  |  |  |  |  |  |                       |
|           |                                    |  |                                    | Karolína Oranžsko-Nasavská                   |  |  |  |  |  |  |  |                       |
|           |                                    |  |                                    |                                              |  |  |  |  |  |  |  |                       |
|           | Vilém Nasavský                     |  |                                    |                                              |  |  |  |  |  |  |  |                       |
|           |                                    |  |                                    |                                              |  |  |  |  |  |  |  |                       |
|           |                                    |  |                                    | Vilém Jiří ze Sayn-Hachenburgu               |  |  |  |  |  |  |  |                       |
|           |                                    |  |                                    |                                              |  |  |  |  |  |  |  |                       |
|           | Luisa Isabela z Kirchbergu         |  |                                    |                                              |  |  |  |  |  |  |  |                       |
|           |                                    |  |                                    |                                              |  |  |  |  |  |  |  |                       |
|           |                                    |  |                                    | Isabela Augusta Reussová z Greiz             |  |  |  |  |  |  |  |                       |
|           |                                    |  |                                    |                                              |  |  |  |  |  |  |  |                       |
|           | Žofie Nasavská                     |  |                                    |                                              |  |  |  |  |  |  |  |                       |
|           |                                    |  |                                    |                                              |  |  |  |  |  |  |  |                       |
|           |                                    |  |                                    | Fridrich I. Württemberský                    |  |  |  |  |  |  |  |                       |
|           |                                    |  |                                    |                                              |  |  |  |  |  |  |  |                       |
|           | Pavel Württemberský                |  |                                    |                                              |  |  |  |  |  |  |  |                       |
|           |                                    |  |                                    |                                              |  |  |  |  |  |  |  |                       |
|           |                                    |  |                                    | Augusta Brunšvicko-Wolfenbüttelská           |  |  |  |  |  |  |  |                       |
|           |                                    |  |                                    |                                              |  |  |  |  |  |  |  |                       |
|           | Pavlína Württemberská              |  |                                    |                                              |  |  |  |  |  |  |  |                       |
|           |                                    |  |                                    |                                              |  |  |  |  |  |  |  |                       |
|           |                                    |  |                                    | Fridrich Sasko-Altenburský                   |  |  |  |  |  |  |  |                       |
|           |                                    |  |                                    |                                              |  |  |  |  |  |  |  |                       |
|           | Šarlota Sasko-Hildburghausenská    |  |                                    |                                              |  |  |  |  |  |  |  |                       |
|           |                                    |  |                                    |                                              |  |  |  |  |  |  |  |                       |
|           |                                    |  |                                    | Šarlota Georgina Meklenbursko-Střelická      |  |  |  |  |  |  |  |                       |
|           |                                    |  |                                    |                                              |  |  |  |  |  |  |  |                       |